# Evladija Slavtjeva
Evladija Slavtjeva, född den 25 februari 1952 i Pernik Bulgarien, är en bulgarisk före detta basketspelare som var med och tog OS-silver 1980 i Moskva. Detta var andra gången damerna deltog vid de olympiska baskettävlingarna, tillika andra gången Bulgarien tog medalj.